# Вјеринг (Долина Аосте)
Вјеринг је насеље у Италији у округу Долина Аосте, региону Долина Аосте.
Према процени из 2011. у насељу је живело 202 становника. Насеље се налази на надморској висини од 385 м.